# 山形県道1号米沢高畠線

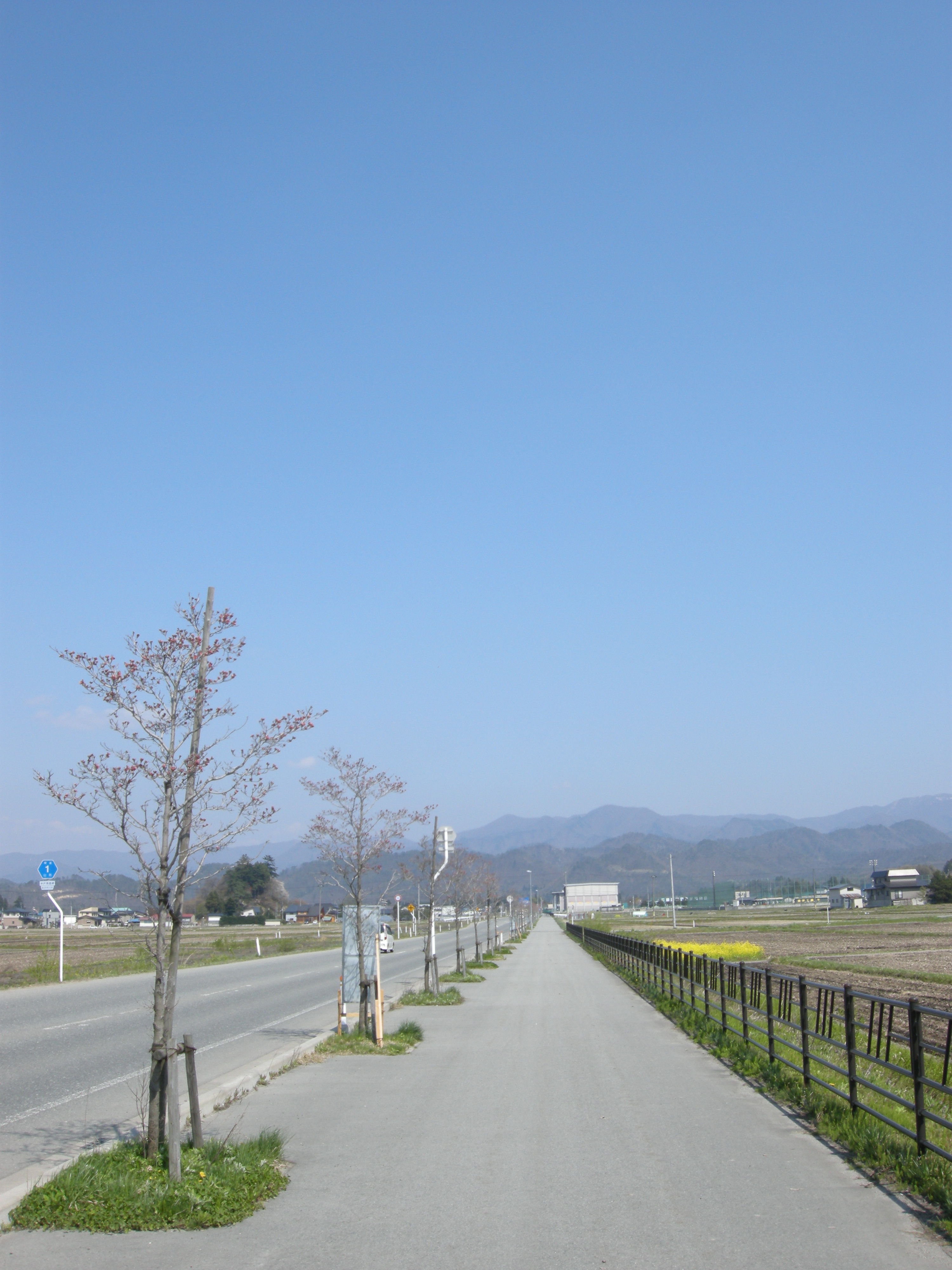
山形県道1号（米沢市にて）

山形県道1号米沢高畠線（やまがたけんどう1ごう よねざわたかはたせん）は、山形県米沢市から山形県東置賜郡高畠町に至る県道（主要地方道）である。

## 概要

### 路線データ
起点は2か所あり、北ルートは米沢市役所前の米沢市営体育館や北村公園のある交差点で、南ルートはJR米沢駅の東口ロータリー前の交差点。南ルートは国道13号と米沢市花沢で重複したあと、新羽黒川橋の西側にある花沢交差点で北ルートと合流する。東置賜郡高畠町高畠では、国道399号と500mほど重複。終点は同町高畠の国道113号交点。
- 起点：

（南ルート）山形県米沢市駅前1丁目（米沢駅東口）
（北ルート）山形県米沢市金池5丁目1（米沢市役所前、山形県道152号米沢環状線交点）　
- 終点：山形県東置賜郡高畠町高畠（交差点＝国道113号交点）

## 歴史
- 1982年（昭和57年）4月1日 - 建設省（現・国土交通省）が県道福島米沢線の一部を米沢高畠線として主要地方道に指定。
- 1993年（平成5年）5月11日 - 県道米沢高畠線が、米沢高畠線として建設省から主要地方道の再指定を受ける[1]。
- 2012年（平成24年）12月3日 - 米沢市長手の長手トンネルを含む1.4kmが開通。これに合わせて、米沢市竹井を経由する従来の区間の県道指定が外れる。
- 2017年（平成29年）11月4日 - 東北中央自動車道が開通し、米沢中央ICで竹井バイパスと接続、その前後の区間が4車線化される。

## 路線状況

### 重複区間
- 国道13号（米沢市花沢地内）
- 国道399号（東置賜郡高畠町高畠地内）

### 別名
- 竹井バイパス（米沢市花沢 - 竹井）

### 橋梁
- 花沢大橋（北ルート）（米沢市、最上川）
- 六部跨線橋（北ルート）（米沢市、山形新幹線・奥羽本線）
- 羽黒川橋（米沢市、羽黒川）
- 梓川橋（米沢市、天王川＝別名・梓川）
- 宮田橋（高畠町、土合川）
- 折石橋（高畠町、砂川）

### トンネル
- 長手トンネル（米沢市）

## 地理

### 通過する自治体
- 米沢市
- 東置賜郡高畠町

### 交差する道路
- 国道13号
- 山形県道152号米沢環状線
- 東北中央自動車道（米沢中央IC）
- 山形県道235号万世窪田線
- 山形県道236号上和田浅川線
- 山形県道155号糖野目亀岡線
- 山形県道101号米沢浅川高畠線
- 山形県道7号高畠川西線
- 国道399号
- 国道113号

## 沿線の施設
- 米沢駅
- 米沢市役所
- 道の駅米沢[2]
- 亀岡文殊（大聖寺）